# Spilák Klára
Spilák Klára (Budapest, 1965. október 26. –) magyar színésznő, szinkronszínész, műsorvezető és sajtóreferens.

## Életpályája
Már gyermekkorában színésznőnek készült. 1988-ban elvégezte a Színművészeti Főiskolát – ahová második próbálkozásra vették fel. Egy évadot töltött a József Attila Színházban, kettőt-kettőt Pécsett és Zalaegerszegen (1992–1994), majd abbahagyta a színházi munkát – bár 2006 körül rövid ideig újra játszott független társulatoknál, így a Táp Színházban, egy kétszereplős darabban Czukor Balázzsal, illetve a Sirály nevű helyen alternatív színházi előadásban. Egy komoly baleset után az 1990-es évek közepén Budapestre költözött. Ezután tévében és újságíróként, sajtófőnökként is dolgozott. A szinkronszínészi munkásságát ezek mellett is folytatta.
1995-ben a Kispest TV-ben Harasztÿ István az Egy kispesti művész című műsorának szerkesztő-riportere, majd a Magyar Televízió egyik szerkesztője lett, ahol több műsor, mint például a Nap-tévé, a RÉS (Rövid, Érdekes, Sikeres), a gyerekeknek szóló Repeta, illetve a Mélyvíz közreműködője (szerkesztő, riporter, műsorvezető is) volt. 2004–2005-ben az ATV Szemle című kulturális magazinjának, majd a Hatos csatornán a Szerdán, Estidőben, valamint a Spílerek című magazinműsorok szerkesztője-műsorvezetője volt.
A 2000-es évektől dolgozott több mint 10 évig a Pécsi Országos Színházi Találkozó (POSZT) sajtóreferenseként, később pedig a West Balkán szórakozóhelyen létrehozott független színház igazgatójaként is.
2015–2017 között a Színház- és Filmművészeti Egyetem kommunikációs, majd 2018–2020 között a művészeti menedzsment irodájának vezetője, közben pedig az Emberi Erőforrás Támogatáskezelő (EMET, a 2016. december 31-én megszűnt Nemzeti Kulturális Alap Igazgatóságának jogutódja) kommunikációs referense volt.
2020-ban elnyerte a New York-i The Short Film Awards legjobb női mellékszereplőjének járó díját, a Rosanics Patrik diplomamunkájaként készült Kimaradt körök című filmben nyújtott alakításáért. 2021-ben A tanár című sorozat negyedik évadjában is megjelent, valamint a Barátok köztben is felbukkant.

### Magánélete
Főiskolásként együtt élt Bubik István színésszel. Férje Nagy Bálint építész volt, akitől elvált. Három gyermekük született, így egy lány és két fiú édesanyja: Nagy Ilka Janka (1996) 2020-ban vágóként végzett a Színház- és Filmművészeti Egyetemen, Nagy Soma Miksa (2000) és Nagy Milán (2002).

## Díjai, elismerései
- The The Short Film Awards (The SOFIES) – legjobb női mellékszereplő (Kimaradt körök, 2020)[21]

## Színészi szerepei

### Színházi szerepek
Színház- és Filmművészeti Főiskola
- 1987. október 2.: Shakespeare – Huszti: A Windsori víg nők/ Fordné[22]

Ódry Színpad
- 1987. december 18.: Csehov – Ruszt: Három nővér/ Olga[23]
- 1988. január 31.: Molière – Quintus: Mizantróp/ Arsinoé[24]
- 1988. március 25.: Kirkwood, Dante – Kerényi: Michael Bennett emlékére/ Sheila[25]

Nemzeti Színház
- 1985. szeptember 22.: Bródy, Szörényi – Kerényi: István, a király/ ? (f.h.)[26]
- 1988. március 5.: Hubay – Vámos: Tüzet viszek/ Modell (főiskolai hallgatóként)[27]

József Attila Színház
- 1988. november 25.: Madaras – Madaras: Szerelmi gyászmise/ ?[28]
- 1989. szeptember 23.: Nógrádi, Selmeczi – Hegyi: Még ma!/ Ilona[29]

Strucc Színház
- 1990. március 11.: Selmeczi – Balázs: Csak úgy, mint otthon/ Ilona[30]

Pécsi Nemzeti Színház
- 1990. október 12.: Orton – Szegvári: Amit a lakáj látott/ Geraldine Barcley[31]
- 1990. december 21.: Szép – Puskás: Vőlegény/ Duci[32]
- 1991. március 16.: Williams – Szegvári: A tetovált rózsa/ Estelle Hohengarten[33]
- 1991. október 11.:  Shakespeare – Lengyel : Szentivánéji álom/ Hyppolita, amazonkirálynő[34]

Pécsi Nyár
- 1991. április 8.: Eörsi – Bagossy: Sírkő és kakaó/Piti Lajosné (szerepkettőzés)[35]

Pécsi Nyári Színházi Esték
- 1991. június 27.: Foster, Braden – Vas-Zoltán: Színezüst csehó/ Elizabeth[36]

Békés Megyei Jókai Színház
- 1992. március 20.: Háy – Vas-Zoltán: Appassionata/ Brigitta (szerepkettőzés)[37]

Hevesi Sándor Színház
- 1992. október 9.: Gorkij – Verebes: Idelenn/ Nana (szerepkettőzés)[38]
- 1992. november 6.: Bakonyi – Halasi: Mágnás Miska/ Marcsa, mosogatólány (szerepkettőzés)[39]
- 1993. április 2.: Illés, Vas – Merő: Trisztán/ Izolda[40]
- 1993. november 4.: Nádas – Merő: Temetés/ Színésznő[41]

Erdei Színház
- 1993. július 1.: Bibbiena – Merő: Calandria/ Szolgáló[42]
- 1994. július 7.: Heltai – Merő: A néma levente/ Zilia Duca, nemes olasz hölgy[43]

Kőszegi Várszínház
- 1995. július 20.: Beaumarchais – Merő: Figaro házassága/ Suzanne, a grófnő első komornája, Figaro jegyese[44]

### Filmszerepek
- Eszmélet (1989) – Katherina Albs
- Kisváros (1993) – Emmike
- Őrangyalház (2001)
- 56 villanás (2007) – Gépírónő
- Budapest Underground (2013)
- Válótársak (2017) – Iskolaigazgató
- Rossz versek (2018) – Zita anyja
- Kimaradt körök (2019) – Anya
- Barátok közt (2021) – dr. Füzes Berta
- Hazatalálsz (2023) – dr. Kovacsik Panna
- Tündérkert – Kísértések kora (2023) – Nyári Pálné
- Majdnem menyasszony (2024) – Etelka néni
- Melange (2024) – Ágnes[45]

## Szinkronszerepei

### Film szinkronszerepei
- A gyerekek jól vannak – Julianne Moore
- Adaptáció – Meryl Streep
- Anyát a Marsra – Joan Cusack
- Bad Boys – Mire jók a rosszfiúk? – Marg Helgenberger
- Barátságpróba – Mary McCormack
- Bridget Jones: Mindjárt megőrülök! – Sally Phillips
- Bridget Jones naplója – Sally Phillips
- Büszkeség és balítélet – Kelly Reilly
- Die Hard – Az élet mindig drága – Colleen Camp
- Diszkópatkányok – Elisa Donovan
- Doktor Szöszi – Ali Larter
- Egértanya – Camilla Søeberg
- És a zenekar játszik tovább… – Nathalie Baye
- Forrest Gump – Robin Wright
- A földöntúli – Traci Lords
- Hova lettek Morganék? – Sarah Jessica Parker
- Jurassic Park III - Laura Dern
- Kék acél – Jamie Lee Curtis
- Kőkemény család – Sarah Jessica Parker
- Minyonok: Gru színre lép – Lucy Lawless
- Megmaradt Alicenak – Julianne Moore
- Osztály, vigyázz! – Tia Carrere
- Ponyvaregény – Rosanna Arquette
- Schimanski felügyelő – Fogat fogért (2. szinkron) – Reman Demirkan
- Szex és New York – Sarah Jessica Parker
- Szex és New York 2. – Sarah Jessica Parker
- Szívörvény – Natasha Henstridge

### Sorozat szinkronszerepei
- 24: Kate Warner - Sarah Wynter
- Acapulco szépe: Iris - Alejandra Procuna
- Alex és bandája: Victoria Williams - Chiara Iezzi Cohen
- Afrika gyöngyszeme: Biti - Isilda Gonçalves
- Amazon – Az őserdő foglyai: Karen Oldham - Carol Alt
- Amynek ítélve: Amy Madison Gray - Amy Brenneman
- Androméda: Beka Valentine - Lisa Ryder (AXN szinkronverzió)
- Aranypart: Frances Tully - Vanessa Gray
- Ash vs Evil Dead: Ruby Knowby - Lucy Lawless
- Halálos némberek (Asszonymaffia): Pam Draper - Lucy Robinson
- A chateauvalloni polgárok: Thérèse Berg – Sylvie Fennec
- A dadus: Chastity Claire "C.C." Babcock - Lauren Lane
- A halottkém: Dr. Patricia Da Vinci - Gwynyth Walsh
- A szenvedély vihara: Martine -Agathe Bergman
- A szerelem nevében: Camila Ríos de Mondragón - Laura Flores
- A Villám: Christina McGee - Amanda Pays
- A Wakiki páros: Dawn 'Holli' Holliday - Cheryl Ladd
- Ármány és szenvedély: Hope Alice Williams Welch Brady #5 - Kristian Alfonso
- Babylon 5: Delenn - Mira Furlan (második hang)
- Bűvölet: Ludovica Segre - Benedetta Massola
- Charlie angyalai: Tiffany Welles - Shelley Hack (Viasat3)
- Charly – Majom a családban: Michela Martin - Nicola Tiggeler
- Cracker: Jane 'Panhandle' Penhaligon - Geraldine Somerville
- Csillagkapu: Samantha "Sam" Carter - Amanda Tapping (3. hang)
- CSI: Miami helyszínelők: Yelina Salas - Sofia Milos
- Deed bíró: Georgina Channing - Caroline Langrishe
- Dilizsaruk: Maggie Habib - Mina Anwar (2. hang)
- Erdészház Falkenauban: Dr. Susanna Rombach - Nora von Collande
- Esti meccsek: Dana Whitaker - Felicity Huffman
- Everwood: Nina Feeney - Stephanie Niznik
- Édes dundi Valentina: Tza Tza Lanz - Emma Rabbe
- Fear the Walking Dead:  Madison Clark - Kim Dickens
- Fekete gyöngy: María - Rita Terranova
- Félix-kutyának áll a világ: Ellen Koenig - Elisabeth Niederer
- Flash Gordon: Mrs. Gordon - Jill Teed
- Flipper legújabb kalandjai: Alexandra Parker-Hampton - Tiffany Lamb
- Futballista feleségek: Chardonnay Lane-Pascoe - Susie Amy
- Gazdagok és szépek: Dr. Taylor Hamilton Forrester- Hunter Tylo
- Gossip Girl – A pletykafészek: Alison Humphrey - Susan Misner
- Halló, halló!: Helga Geerhart - Kim Hartman
- Halottnak a csók: Lily Charles - Swoosie Kurtz
- Hegylakó - A holló: Amanda Darieux/Amanda Montrose - Elizabeth Gracen
- Helyszíni szemle: Dr. Dr. Carolin Moritz - Therese Hämer
- Jogában áll hallgatni: Rose "Phil" Phillips - Karen Sillas
- Kerge város: Nikki Faber - Connie Britton
- Kés/Alatt: Julia McNamara - Joely Richardson
- Ki ez a lány?: Wilhelmina Slater - Vanessa L. Williams
- Lassie "2": Dr. Karen Cabot - Susan Almgren (2. hang)
- María: Verónica Robles del Castillo - Jessica Jurado
- McLeod lányai: Claire McLeod - Lisa Chappell
- Melrose Place: Lexi Sterling Cooper Cooper - Jamie Luner
- Nancy ül a fűben: Cecilia Hodes - Elizabeth Perkins
- Nash Bridges-A trükkös hekus: Lisa Bridges - Annette O'Toole
- Pacific Palisades- Siker, pénz, csillogás: Kate Russo - Finola Hughes
- Pénz, pénz, pénz: Marissa Rufo - Alicia Coppola
- Sírhant művek: Lisa Kimmel Fisher - Lili Taylor
- Szex és New York: Carrie Bradshaw - Sarah Jessica Parker
- Szívtipró gimi: Sam Robinson - Kym Wilson
- Szívtipró gimi: Jill Delaine - Morna Seres
- Született detektívek: Dr. Maura Isles - Sasha Alexander
- Tiltott szerelem: Clemencia Hidalgo Ollarvide - Margarita Hernández
- Titkos küldetés: Samantha "Sonny" Liston - Kelly Rutherford
- Xena: A harcos hercegnő: Callisto - Hudson Leick
- Végveszélyben: Frankie Ellroy-Kilmer - Kelly Rutherford
- Zsarublues: Joyce Davenport - Veronica Hamel